# Промисловість технічного вуглецю
Промисловість технічного вуглецю – галузь нафтохімічної промисловості, підприємства якої виробляють різні види технічного вуглецю. В Україні перший сажовий завод став до ладу 1946 року в Дашаві (Львівська область), другий – 1950 року в Кадіївці (м. Стаханов). У 1965 році введено в дію Кременчуцький завод технічного вуглецю. На початку ХХІ ст. географія підприємств, які вимовляють технічний вуглець в Україні (всього 15) більш широка: Київ, Кременчук, Луганськ, Дніпропетровськ, Стаханов, Павлоград, Тараща, Запоріжжя, Донецьк.
Сучасні світові виробники технічного вуглецю: «Cabot» — 21 %;  «Degussa» — 13 %; «Columbian» — 9 %; «Завод технічного вуглецю (м.Омськ, РФ)» — 3 %; «Ярославський техвуглець» — 2 %. Світове виробництво технічного вуглецю у 2006 році склало 8-10 х106 тонн.
У основі промислових способів отримання технічного вуглецю лежить термічне (піроліз) або термооксидаційне розкладання рідких або газоподібних вуглеводнів.